# UFJカード
UFJカード（ユーエフジェイカード、UFJ Card）は、かつて三菱UFJニコス株式会社及びUFJカードグループ（以下「三菱UFJニコス等」）が発行していたクレジットカードである。
狭義には三菱UFJニコス等が発行するVISAブランドのUFJカード（「UFJ VISAカード」）及びMasterCardブランドのUFJカード（「UFJ MasterCard」）を指し、広義には三菱UFJニコスが発行する「UFJ JCBカード」も含むが、この項目ではUFJ VISAカード及びUFJ MasterCardを「UFJカード」と、UFJ JCBカードは「UFJ JCBカード」とそれぞれを区別して記述する。

## 概要
「UFJカード」及び「UFJ JCBカード」は、旧東海銀行系の株式会社ミリオンカード・サービス（フランチャイジーを含む）及び旧三和銀行系のフィナンシャルワンカード（旧三和カードサービス）が前身である。2002年1月15日にミリオンカード・サービスがフィナンシャルワンカードを吸収合併し、商号を株式会社UFJカード（登記上は株式会社ユーエフジェイカード）に変更。合わせて、それぞれが発行していたクレジットカードも現在の名称に変更した。
なお、株式会社UFJカードは2005年10月1日に日本信販株式会社に吸収合併（商号は「UFJニコス」へ変更）され消滅したが、カードブランドとしては同社が当該吸収合併前から発行しているクレジットカードであるNICOSカードとは統合されず、その後更に協同クレジットサービス株式会社及び株式会社ディーシーカードを吸収合併して三菱UFJニコス株式会社となって以降も、ギフトカードの統合など一部のサービスの共通化をしつつも展開を継続していたが、個人向けプロパーカードは2009年12月以降順次新規募集を終了、三菱UFJニコス本体が発行するUFJカードは提携カード及び法人向けのみとなる。その後、2012年1月23日にはブランドをMUFGカードに変更する旨が三菱UFJニコスから発表され、7月16日を以てMUFGカードに統合された。各種提携カード及びUFJカードグループ各社も順次MUFGブランドへの移行が進んでいる。さらに、MUFGカードのうち三菱UFJニコス発行のプロバーカードは、2021年7月1日から券面デザインをリニューアルの上「三菱UFJカード」の名称で発行されている（カードブランドとしてはMUFGカードの名称を継続）。

## UFJカード
国際ブランドはVISAとマスターカードのどちらかを選ぶことができる。

### プロパーカード
プロパーカードのラインナップは概ね次の通りである（三菱UFJニコスが発行するNICOSカードも同様のラインナップである）。
一般カード
他社でいうスタンダードカード、クラシックカードと同等。
PREMIO
廃止になったヤングゴールドカードに代わるもので、一般カードに比べ、保険やサービスが強化されたもの。券面が金色だが、ゴールドカードではない。
またヤングゴールドカードは会員が満30歳に達した後の初回更新時に審査の上で（但し余程その時の信用状況が悪くなければ）自動的にゴールドカードに切り替えられるのに対し、そのようなサービスはなされない。
ゴールドカード
利用可能額も含め、さらに強化されたもの。
上記以外に、学生専用のクレジットカードとして「アイムカード」（マスター、VISA）を発行している。かつては「ヤングゴールドカード」（マスター、VISA）もあったが、その後廃止となり、現在はそれに相当するカードとしてPREMIOが発行されている。

### VIASOカード
名前の由来は「遊び（アソビ）」の語順を入れ替えたもの。年会費無料であり、通販などの指定提携サイトを利用するとそこでの利用ポイントやクレジットポイントが優遇される。これはUFJカード側に入るアフィリエイト収益などによるもの。NICOSカードでも同じ名称のカードが発行されているが一部サービスが異なる。国際ブランドは当初VISAのみだったが、Master Cardも加わった。

## UFJ JCBカード
「UFJ JCBカード」は、三菱UFJニコス（旧株式会社三和カードサービス）が株式会社ジェーシービー（JCB）のフランチャイジー（FC）として発行していたJCBカードである。なお、同社はこれ以外にJAバンクとの提携による「JA JCBカード」も発行（旧協同クレジットサービス株式会社から承継）していたが、券面のデザインが異なっていた。
JCBのFCとして発行していたため、利用する事が出来る加盟店はJCBの加盟店であり、三菱UFJニコスのVISA・MasterCard・Nicos加盟店で利用することはできなかった。また、利用できるサービスはJCBグループのものであり、UFJカード独自のサービスを利用することはできなかった。
なお、UFJカードグループの中にも三菱UFJニコスと同様にJCBのFCとしてJCBカードを発行していたものがあるが、「UFJ JCBカード」と称されるのは、三菱UFJニコスがJCBのFCとして発行していたものをいう。
一般、ゴールド以外の主なカードは以下の通り。
Arubara
リボルビング払い型カード、年会費は無料。。
グランデ
先述の「PREMIO」に相当する準ゴールドカード。本会員が2,625円、家族会員が1,050円。
ジェイ・ワン
学生専用のクレジットカード。年会費は在学期間中が無料、卒業後が945円。
USドルカード
決済を米ドルで行うクレジットカード。三菱UFJ銀行の旧UFJ店、もしくはインターネット支店の外貨普通預金（米ドル）を利用代金引落口座に利用する事が出来る。
Arubaraは2008年9月、グランデとジェイ・ワンは2009年12月18日、一般とゴールド、及びUSドルカードは2010年10月31日をもって新規募集を終了し、以降三菱UFJニコスとしてはMUFGカードの1つとしてのJCBカード（加盟店開放型）発行を促進しており、FC業務は既存会員のサポートと一部法人向けカードの募集を除いて縮小傾向にあったが、2021年11月16日付でジェーシービー本体に業務を譲渡したため、発行済みカードはJA JCBカードを含めて自動的にジェーシービー発行扱いに移行し、更新時に順次プロバーカードのデザインに切り替わる（JA JCBカードについては未定）。これに伴い三菱UFJニコスのウェブサイトからもUFJ JCBカードの項目が削除されている。

## スヌーピーカード
クレジットカードの券面にスヌーピーのイラストがデザインされたものであり、UFJカードとUFJ JCBカードの両方で発行されていた。一時期新規申し込みを行わず、既存会員向けのカードデザイン変更サービスのみ行っていたが、2013年7月18日から復活し、MUFG一般カード（VISA・Mastercardのみ）として新規申し込みを受け付けている。一方、既存会員の更新のみ続けていたJCBについては2020年に終了し、希望者にはMUFG VISA・Mastercardのスヌーピーカードへの切り替えが案内され、それ以外はUFJ JCBカードの一般カードに自動切り替えとなった。

発行開始以来長らく人気で、三菱東京UFJ銀行（旧UFJ銀行）窓口での勧誘キャンペーンに積極的に用いられていた。
スヌーピー一般カード・学生カード
ブランド毎にそれぞれ2種類、計6種類のデザインから選べる。サービスはプロパーの一般カード（学生カードの場合はUFJカードはアイムカード、UFJ JCBカードはジェイ・ワン）に同じ。MUFGカードで復活してからは一般のみの扱いで、VISA・MasterCard毎に2種類のデザインから選べる。
スヌーピープレミオカード
ブランド毎にそれぞれ1種類、計3種類のデザインから選べる。サービスはプロパーのPREMIOに同じ（JCBを除く）。
スヌーピー郵貯カード
ゆうちょ銀行と提携し、郵便貯金（郵貯）のキャッシュカードを搭載する。サービスはUFJ JCBカードの一般カードに同じ。
スヌーピーEdyカード
ビットワレット株式会社のEdyを搭載する。サービスはプロパーの一般カード・学生カードに同じ。また、入会者には PaSoRi がプレゼントされる。

## 提携カード
括弧内の各企業と三菱UFJニコスが提携し発行する提携カードは以下のとおり。2012年7月16日発行分から、MUFGカードに移行した。

### ショッピング
- マツザカヤ・UFJカード （松坂屋・現在は廃止）
- マルエイカーネーションカード（丸栄・現在は廃止）
- 関西スーパーカード（関西スーパー）

### カーライフ
- BMW Card（BMW）
- MINI Card（MINI）2/3サイズのミニカードが追加発行される
- Honda Cカード （本田技研工業・現在は終了）
- JAF・UFJカード (JAF・新規募集停止）JAF会員証とクレジットカードの一体型カード
- 鈴鹿サーキットファンクラブカード （鈴鹿サーキット）
- ツインリンクもてぎファンクラブカード （ツインリンクもてぎ・現在は終了）

### 通信
- DoCoMo UFJ Card （NTTドコモ・現在は終了）
- フュージョンメンバーズカード （フュージョンコミュニケーションズ・現在は終了）

### 航空
- スカイマークカード （スカイマークエアラインズ・現在は終了）
- セントレアカード （中部国際空港）
- Miles & More UFJカード （ルフトハンザドイツ航空）
- ワンパスUFJカード→MileagePlus MUFGカード（コンチネンタル航空・現ユナイテッド航空）

### その他
- アパ VISAカード （アパグループ）このカードには唯一JRグループで利用可能なJRカードの機能も付加されていた。2013年10月で提携を完全終了し、エポスカードに移行（但し、アパポイント及びJRカードの機能は無い）。
- カンガルークラブカード （西濃運輸）
- 名古屋ボストン美術館メンバーシップカード （名古屋ボストン美術館・現在は終了）
- ベネッセカード（ベネッセ・現在は終了）
- マイクロソフトJCBカード（マイクロソフト・現在は終了[要出典]）
- auじぶんcard UFJカード （auじぶん銀行）

### 鉄道
| クレジットカードの名称        | 国際ブランド | 提携先                       | ICカード乗車券                                                |
| ----------------------------- | ------------ | ---------------------------- | ------------------------------------------------------------- |
| Pastownカード UFJ ※現在は終了 | MasterCard   | パスモ                       | PASMOオートチャージ対応                                       |
| Pastownカード UFJ ※現在は終了 | Visa         | パスモ                       | PASMOオートチャージ対応                                       |
| KIPSカード UFJ                | MasterCard   | 近鉄グループホールディングス | PiTaPa追加カード                                              |
| KIPSカード UFJ                | Visa         | 近鉄グループホールディングス | PiTaPa追加カード                                              |
| J-WESTカード                  | MasterCard   | 西日本旅客鉄道（JR西日本）   | SMART ICOCA追加カード EX-IC追加カード（「エクスプレス」のみ） |
| J-WESTカード                  | Visa         | 西日本旅客鉄道（JR西日本）   | SMART ICOCA追加カード EX-IC追加カード（「エクスプレス」のみ） |
| 京成カード                    | MasterCard   | 京成電鉄                     | PASMOオートチャージ対応                                       |
| 京成カード                    | Visa         | 京成電鉄                     | PASMOオートチャージ対応                                       |
| JQ CARD                       | MasterCard   | 九州旅客鉄道（JR九州）       | SUGOCAオートチャージ対応 VISA付帯のみJQ CARD GOLDの設定有り   |
| JQ CARD                       | Visa         | 九州旅客鉄道（JR九州）       | SUGOCAオートチャージ対応 VISA付帯のみJQ CARD GOLDの設定有り   |

## 三菱UFJニコスの加盟店
- 加盟店の数は、旧UFJニコス株式会社が2796千店、旧株式会社ディーシーカードが1679千店（いずれも2006年3月31日現在）であり、重複を考慮しない単純合計では4475千店である[12]。
- NICOS、UFJ(MILLION)、DCの三ブランドのVISA/MasterCardは旧日本信販・UFJカード・ディーシーカードの合併以前も各々の加盟店で相互に利用可能であり、合併を機にNICOS国内専用カードもUFJ/DC加盟店でも扱える様になったが、JR西日本のみどりの窓口等、システムの関係上一部NICOS国内専用カードを利用できない加盟店が存在する。ただし、2008年以降に3ブランドを、新ブランドMUFGカードに順次統合する方針が示された[13]が、実際にはUFJブランドがフランチャイジー・提携・解放扱いを含めてMUFGブランドに移行したのみで、2009年に一時NICOS/DCの自社での新規申込が停止されたものの、2012年にNICOS一般/VISAO（国際ブランド付のみ）とDC一般/ゴールドの申込が再開されており、完全統合までには時間を要する模様[14]。

## UFJカードグループ
UFJカードブランドのクレジットカードを発行する企業。